# Yudetamago
Takashi Shimada (嶋田 隆司?, Shimada Takashi; Osaka, 28 ottobre 1960) e 
 Yoshinori Nakai (中井 義則?, Nakai Yoshinori; Osaka, 11 gennaio 1961) sono due autori di fumetti giapponesi meglio noti come Yudetamago (ゆでたまご?, Yudetamago).
Sono principalmente conosciuti per aver realizzato il popolare manga Kinnikuman, Kinnikuman Nisei (Ultimate Muscle), e Tatakae!! Ramenman.
I due artisti si conoscono sin dalle scuole elementari e l'idea di Kinnikuman è nata da un'idea di Shimada, quando i due erano alla quinta classe. All'età di sedici anni, i due mangaka iscrivono un loro manga sul wrestling Gong desu yo (ゴングですよ?, Ring the Bell) al concorso Akatsuka Award mentre un altro loro lavoro, Mammoth (マンモス?), ai Tezuka Award. Nessuna delle due opere vince, ma il duo viene notato da un editore della Shūeisha che gli offre la possibilità di pubblicare un manga per la casa editrice.
Nel 1978, Kinnikuman debutta nell'edizione di dicembre di Weekly Shōnen Jump. Benché inizialmente pensato per essere un manga comico di breve durata, l'opera ottiene il favore del pubblico e viene trasformata in una serie fiume, maggiormente incentrata sullo sport e la lotta. Dal manga viene adattato un anime, film e genera un largo mercato collegato al nome Kinnikuman. Nel marzo 1985, Kinnikuman vince il trentesimo Shogakukan Manga Award. Il prodotto viene venduto anche al di fuori del Giappone. Negli Stati Uniti Kinnikuman è conosciuto con il nome M.U.S.C.L.E., mentre in Italia Exogini ed in Francia Cosmix.

## Opere
Kinnikuman (キン肉マン?)
Weekly Shōnen Jump (Shūeisha) 1979-1987
Shū Play News (Shūeisha) 2011-in corso
Tatakae!! Ramenman (闘将!! 拉麺男?, Fight!! Ramenman)
Fresh Jump (Shueisha) 1982-1989
Yūrei Kozō ga Yattekita! (ゆうれい小僧がやってきた!?, Here Comes Phantom Kid!)
Weekly Shonen Jump (Shueisha) 1987-1988
Scrap Sandayū (SCRAP三太夫?)
Weekly Shonen Jump (Shueisha) May-August, 1989
Kick Boxer Mamoru (蹴撃手（キックボクサー）マモル?, Kikku Bokusā Mamoru)
Weekly Shonen Jump (Shueisha) 1990-1991
Total Fighter Kao (トータルファイターK（カオ）?, Tōtaru Faitā Kao)
Terakkusubonbon (Kōdansha) 1993-1995)
Lion Heart (ライオンハート?, Raionhāto)
Monthly Shōnen Gangan (Enix) 1993-1995
Guruman-kun (グルマンくん?)
Monthly Shonen Ace (Kadokawa Shoten) 1994-1996
Kinnikuman Nisei (Ultimate Muscle) (キン肉マンII世?, Kinnikuman Second Generations)
Weekly Playboy (Shueisha) 1998- 2011
Kinnikuman Nisei ~All Choujin Dai Shingeki~ (キン肉マンII世～オール超人大進撃～?, Kinnikuman Second Generations ~All Choujin Great Attack~)
V-Jump (Shueisha) 2001-2007